# Церква Святої Тройці (Бабинці)
Церква Святої Тройці в Бабинцях — парафія і храм Борщівського благочиння Тернопільської єпархії Православної церкви України в селі Бабинці Чортківського району Тернопільської области.
Оголошена пам'яткою архітектури місцевого значення (охоронний номер 419).

## Історія церкви
Точна дата заснування першого храму в селі Бабинці невідома. Відомо, що православний храм був ліквідований після Бучацького договору 1672 року, коли Борщівщина увійшла до складу Чортківської нахії Кам'янецького ейялету.
У 1701 році був збудований храм Святої Трійці. До 1700 року храм був православним.
Згодом парафіяльний греко-католицький храм Святої Трійці (раніше — Різдва Пресвятої Богородиці), збудований у грецькому стилі, згорів.
У 1874 році збудували новий мурований храм.
Парафіяльні метрики починаються з 1784 року, а книга заповідей — з 1820 року. Помешкання проборства було дерев'яним і покритим соломою.

## Парохи
- о. Василь Юзвак (1996—2021)[2].